# C25 (Namibië)
De C25 is een secundaire weg in het oosten van Namibië. De weg loopt van Rehoboth naar Leonardville. In Rehoboth sluit de weg aan op de B1 naar Windhoek en Kaapstad.
De C25 is 196 kilometer lang en loopt door de regio's Hardap, Khomas en Omaheke.